# Lepidodermella aspidioformis
Lepidodermella aspidioformis är en djurart som tillhör fylumet bukhårsdjur, och som beskrevs av Fusa Sudzuki H. 1971. Lepidodermella aspidioformis ingår i släktet Lepidodermella och familjen Chaetonotidae. Inga underarter finns listade i Catalogue of Life.